# نتريد التيتانيوم
نتريد التيتانيوم (أو نتريد التيتانيوم الثلاثي) هو مركب لاعضوي صيغته TiN، وهو يصنف ضمن المواد السيراميكية، إذ له نقطة انصهار مرتفعة نسبياً، وعادة ما يستخدم في تغطية سبائك التيتانيوم أو الفولاذ.

## التحضير
يحضر المركب عادة وفق أساليب تشكيل الأغشية الرقيقة بالترسيب الفيزيائي للبخار، والتي تتضمن تقنيات مثل الترسيب بالرش المهبطي أو ترسيب القوس المهبطي Cathodic arc deposition أو ترسيب فيزيائي للبخار بالحزمة الإلكترونية Electron-beam physical vapor deposition؛ أو وفق أساليب الترسيب الكيميائي للبخار. وفق كلا الأسلوبين يخضع التيتانيوم لعملية تسامي ويتفاعل مع النتروجين في وسط من النتروجين:
{\displaystyle \mathrm {2\ Ti+N_{2}\longrightarrow 2\ TiN} }

## الخواص
نتريد التيتانيوم مادة سيراميكة ذات الكثافة ونقطة انصهار مرتفعة. كما تتميز المادة بأنها ذات صلادة مرتفعة جداً.

## الاستخدامات
تستخدم مادة نتريد التيتانيوم بشكل واسع في تغطية ريش الثقب للمدائب وفي صناعة مقاطع التفريز.